# Bitka za Taravo
Bitka za Taravo (angleško Battle of Tarawa, japonsko タラワの戦い) je bila bitka tihomorskega dela druge svetovne vojne, ki je v glavnem potekala med 20. in 23. novembrom 1943. To je bila druga ofenziva ZDA (prva je bila bitka za Guadalcanal) na Tihem oceanu, prva ofenziva v osrednjem Tihem oceanu in prva bitka, v kateri je ameriško izkrcanje doživelo resen japonski odpor. Ta bitka je pokazala, da se bodo Japonci branili za vsako ceno in da bodo Američani doživeli veliko izgub v t. i. otoškem skakanju.
Bojevanje je bilo tako silovito, da po bitki niso odkrili več kot sto trupel ameriških marincev. Štabni vodnik Norman T. Hatch, ki se je kot bojni snemalec udeležil izkrcanja, je moral dobiti posebno dovoljenje od predsednika ZDA Roosevelta za objavo filma, saj je bil preveč pretresljiv. Posnetek so vključili v kratki dokumentarec Z marinci na Taravi (1944) in je kot prvi film prikazoval grozljive smrti ameriških vojakov.
Uradni naziv Oboroženih sil ZDA za to bitko je Operacija Galvanic (Operation Galvanic).

## Predhodno dogajanje
Cesarska japonska vojna mornarica je nebranjeno Taravo zavzela že na začetku druge svetovne vojne - 10. decembra 1941. Po kratkem postanku jo je vojna mornarica zapustila in na njej ni pustila nobene posadke. Za razvojem dogodkov se je atol, ki je ležal v osrednjem Tihem oceanu, izkazal za strateško zelo pomembnega. To je bilo edino ozemlje v krogu 600 km med Marshallovimi otoki proti Japonski, na katerem bi lahko postavili letališče. 
7. avgusta 1942 so Oborožene sile ZDA izvedle prvo ofenzivo v tihomorski vojni - bitka za Guadalcanal je potekala do februarja 1943. Toda po izkrcanju na Makin 16. avgusta 1942 so Japonci ugotovili pomembnost Tarave in tako so septembra 1942 poslali na Taravo prve vojaške enote, ki so dobile ukaz, da pripravijo atol za obrambo. 15. septembra 1942 je na atolu pristala 6. specialna pomorska desantna sila Jokosuka. Pozneje, decembra 1942, so zaradi hitre gradnje na atol poslali še 111. pionirski polk, ki je začel utrjevati atol in graditi letališče. Glavna točka obrambe je predstavljal otok Betio, ki je nadzoroval edini prehod iz odprtega morja v atolovo laguno. Februarja 1943 je bila 6. specialna pomorska desantna sila preimenovana v 3. specialno bazno silo, hkrati pa je na otok prišel kontraadmiral Tomanari Saichiro, ki je prevzel poveljstvo nad vsemi enotami. 
Tako so ugradili betonsko letališko stezo in številne fortifikacije. Zgradili so nekaj nadzemnih betonskih bunkerjev (za topove in poveljstva), toda večino fortifikacij so sestavljale zelo preproste, a zelo učinkovite izkopane jame, katerih stene so utrdili s kokosovimi palmami. Strop je predstavljalo več vrst trdno povezanih palm, ki so jih nato zasuli še z več metri peska. Pustili so le majhen vhod. Ta središča obrambe so med seboj povezali s sistemom strelskih jarkov, ki so bili močno kamuflirani in tako neopazni iz zraka. Saichiro je poleg tega dal zgradili še več takih polodprtih bunkerjev za topove in minomete ter več deset mitraljeških gnezd. Na voljo je imel tudi 14 lahkih tankov, ki pa niso imeli dovolj prostora za gibanje, zato je dal izkopati jame, v katero so zapeljali tanki, ki so tako postali bunkerji s svojimi 37-milimetrskimi topovi. S tem je ustvaril učinkovit prekrivajoči strelski sistem, ki je omogočal, da sta najmanj dva bunkerja lahko pokrivala vsak kvadratni meter površja. Zadnji večji ukrep, ki ga je dal zgraditi, je bil, da je na plaže, katere bi bilo mogoče uporabiti za izkrcanje, obdal z baražnim zidom iz palm in jeklenih kablov, ki je bil visok okoli 1,5 m in od obale oddaljen okoli 6–7 m. S tem je nameraval preprečiti dostop kakršnih koli vozil v notranjost otoka.
17. marca 1943 je na otok prispela še 7. specialna pomorska desantna sila Sasebo, ki je okrepila obrambo. Maja pa je na atol prispela še 4. gradbena enota, z njo pa tudi novi poveljnik atola, kontraadmiral Keiji Shibasaki, ki je zamenjal Saichira (le-ta se je kmalu zatem upokojil). Shibasaki je le nadaljeval dobro Saichirovo delo. Ukazal je izboljšati samo obrambo plaž, tako da so izgradili številne ovire za amfibijska vozila: betonske kocke, koze, železne drogove z minami, ..., ter namestili tudi protipehotne mine.
Tako je ob začetku bitke posadka Tarave štela 2600 cesarskih marincev, 1000 japonskih in 1200 korejskih delavcev. Oboroženi so bili s 14 obalnoobrambnimi topovi (4 so bili kupljeni od Združenega kraljestva v času rusko-japonske vojne), 40 drugimi topovi (tako klasičnimi kot protiletalskimi; v kalibru 13 do 127 mm), 13 lahkimi tanki in 100+ mitraljezi.

## Načrtovanje
S koncem kampanje na Salomonovih otokih je Tarava postala naslednji cilj Oboroženih sil ZDA v njihovi strategiji otoškega skakanja. 
5. oktobra 1943 je admiral Chester William Nimitz, vrhovni poveljnik Tihega oceana, izdal ukaz za Operacijo Načrt 13-43 (Operation Plan 13-43). Načrt je začrtal zavzetje Makina, Tarave in Apamame. Tako je admiral Raymond A. Spruance, poveljnik 5. flote, izpeljal operacijske postopke za omenjene atole. Naloga za zavzetje Tarave je bila dodeljena Task Force 53, ki ji je poveljeval kontraadmiral Harry Hill. Njegova sila je bila sestavljena iz 17 letalonosilk, 12 bojnih ladij, 8 težkih in 4 lahkih križark, 66 rušilcev in 36 transportnih ladij. Samo izkrcanje naj bi izvedli pripadniki 2. marinske in 27. pehotne divizije (skupaj okoli 35.000 marincev in vojakov). Poleg tega je bila začasno dodeljena tudi 7. letalska armada.
Hillova osnovna naloga je bila zavzetje, okupacija, obramba in izgradnja Tarave. Sama bitka je bila načrtovana v naslednjem vrstnem redu: glavno je zavzetje otoka Betio (ključni položaj pri vhodu v laguno in letališče), nato pa premik proti severu in nato dokočno zavzetje celotnega otoka. 
Ključno nalogo pri zavzetju atola so dodelili 2. marinski diviziji. Tako je bilo načrtovano, da ob uri H na dan D pristala na skrajnem jugozahodnemu delu Tarave, kjer naj bi sprva uredila primerno veliko mostišče, iz katerega naj bi potem potekalo zavzetje celotnega atola. Prvo izkrcanje naj bi izvedla Bojna skupina 3 (Combat Team 3), ki so jo sestavljali 2. marinski polk z dodeljenim 2. bataljonom 8. marinskega polka. V rezervi sta obstala druga dva bataljona 8. marinskega polka in 6. marinski polk. Bojna skupina 3 je bila naprej razdeljena na tri bataljonske skupine, ki so bile zadolžene za zavzetje treh obal: Rdeče 1 (Beach RED 1), Rdeče 2 (Beach RED 2) in Rdeče 3 (Beach RED 3), ki so se nahajale na severu oz. v sami laguni otoka Betio. Na atol naj bi marinci prišli s pomočjo 100 Amtrackov, ki naj bi prekoračili atolski greben in nato zapeljali na obalo, nato pa se naj bi vrnili nazaj k transportnim ladjam po nove vojaške enote. Prvi val bi bil tako sestavljen iz Amtrackov (LVT), poznejši valovi pa iz LCM in LCVP. Izven lagune so se nahajale še tri obale: Zeleno (Green; skrajni zahod), Črno 1 (Black 1) in Črno 2 (Black 2; obe na jugu otoka), ki pa naj bi jih zasegli šele naslednji valovi.
Bitka je bila tako načrtovana in razdeljena na tri sklope: pomorski del, kopenski del in letalski del. 
Ob uri W naj bi se pričelo letalsko bombardiranje, ki bi trajalo do ure H minus 60. Takrat naj bi se v bombardiranje vključile tudi podporne vojne ladje, ki so imele določeno ozemlje otoka. S tem naj bi dosegli, da bi bilo celotno ozemlje otoka bombardirano oz. obstreljeno in s tem uničeno oz. težko poškodovana japonska obramba. Ob uri H minus 50 naj bi se pričela druga faza ladijskega obstreljevanja. Takrat naj bi ladje preselile svoj ogenj na rob izkrcevalnih obal, nakar naj bi počasi premikali ogenj proti notranjosti otoka; ponovno je imela vsaka ladja določeno svojo progo/pas ozemlja. Ob uri H naj bi se to bombardiranje in obstreljevanje končalo in pričelo naj bi se samo pehotno izkrcanje na otok. Istočasno naj bi se pričela tretja faza ladijskega obstreljevanja: v primeru klica iz atola naj bil ladje priskrbele artilerijsko podporo napredujočim pehotnim enotam pri uničenju večjih žarišč sovražnikove obrambe.
Ob uri H minus 5 naj bi se bombardiranje in obstreljevanje vključila še lovska letala in jurišniki, ki so imela ponovno dodeljena območja; tako naj bi obstreljevali vse cilje, v 50-metrskem pasu od obale proti notranjosti. S tem naj bi dosegli uničenje preživelih branilcev. Ob uri H naj bi lovci in jurišniki zapustili obalni del in začeli napadati notranjost otoka, s čimer bi onemogočili dostop rezerv na obalne položaje.
Zjutraj 19. novembra 1943 je Task Force 53 priplula v bližino atola. Že predhodni dan je Vojno letalstvo ZDA pričelo s predhodnim bombardiranjem atola. Admiral Hill je ob priplutju določil uro H - 8.30 20. novembra 1943.

## Bitka

### 20. november
Po načrtu so ob 3.30 marinci zavzeli svoja mesta v Amtrackih in drugih amfibijskih vozilih, ki so odplula na izhodiščne položaje. 
Ob 4.41 so japonski branilci začeli izstreljevati svetilne rakete in ob 5.07 so pričeli obstreljevati stoječa plovila, ki so se hitro umaknila iz izhodiščnih položajev. Tako se je že na začetku podrl ameriški načrt. Ameriške križarke so ob 5.09 posegle v dogajanje in pričele obstreljevati japonske položaje. Obstreljevanje je potekalo do 5.42, ko so se umaknile stran od atola, saj naj bi takrat nad atol priletela letala. Toda le-teh ni bilo in tako so Japonci izrabili zatišje in pričeli obstreljevati ladje s svojimi težkimi (140 in 230 mm) topovi.
Ob 6.05 je bil izdan ukaz, da bojne ladje, križarke in rušilci zaplujejo v bližino atola in odgovorijo na sovražnikov ogenj. V času streljanja je ob 6.12 izšlo Sonce in tri minute pozneje so se nad atolom končno prikazala letala, ki so pričela svoje uvodno bombardiranje. Istočasno z letali sta v laguno zaplula minolovca USS Pursuit (AM-108) in USS Requisite (AM-109), ki sta imela nalogo odstranili pomorske mine iz lagune. Za njima sta plula rušilca USS Ringgold (DD-500) in USS Dashiell (DD-659), ki sta imela nalogo varovati minolovca. Kmalu po priplutju v zaliv so te štiri ladje in številni drugi manjši čolni-proizvajalci umetne megle prišli pod japonski ogenj. Ob 7.11 je bil USS Pursuit (AM-108) zadet; poškodovan, a še vedno ploven in aktiven, se je bil prisiljen umakniti iz lagune. Istočasno je USS Requisite (AM-109) skozi ves dim opazil položaje japonskih topov in proti sovražnikovim položajem izstrelil salvo. Granate so zadele in popolnoma uničile sovražnikov artilerijsko baterijo.
Medtem so iz bojne ladje USS Maryland (BB-46) odposlali dve vodni letali, ki naj bi ugotovili položaj napredujočih Amtrackov. Ob 7.30 sta poročali, da so Amtracki na poti, toda zaradi močnih protitokov ne napredujejo po načrtu. Tako je bil admiral Hill ob 8.03 prisiljen prestaviti uro H na 8.45. S tem je preprečil, da bi letala in ladje obstreljevala lastne vojaške enote. Toda že čez 10 minut je ponovno prestavil uro H, tokrat na 9.00. Zaradi teh sprememb se je prvotni načrt deloma spremenil in tako je bil Hill prisiljen dajati sprotne ukaze. Tako je ob 8.54 ukazal prenehanje letalskega bombardiranja in ladijskega obstreljevanja. Nadaljevati je ukazal le rušilcu v zalivu, ki naj bi tako podprl napredujoče enote. Celotno obstreljevanje in bombardiranje se je izkazalo za učinkovito, saj na napredujoče Amtracke ni streljal več nihče. Večina podzemnih bunkerjev pa je kljub temu ostala nedotaknjenih, toda uničene so bile vse komunikacije med posameznimi enotami na atolu.
Prvi val Amtrackov je ob 8.24 priplul do vstopa v laguno, ob 8.27 drugi in ob 8.30 tretji val; četrti val je medtem čakal na LCVP in LCM zunaj atola. Ob prihodu v laguno so Amtracki prišli pod manjši ogenj, a nobeden ni bil poškodovan. Ob 9.10 je 3. bataljon 2. marinskega polka kot prvi dosegel in pristal na svoji RED 1. Toda bataljon je prišel pod celo učinkovit ogenj japonskih branilcev, ki so se zdaj prikazali iz svojih podzemnih bunkerjev. V dveh urah sta bili dve četi uničeni na velikost ena same slabe čete, četa L pa je doživela več kot 35 % izgube. Amtracki so se težko prebijali preko atolovih grebenov in nekateri so nasedli oz. bili zadeti, ko so lezli čez. Ob 9.17 je 2. bataljon 8. marinskega polka dosegel svojo RED 3 in prav tako doživel močni japonski odpor. Od 522 mož jih le 25 ni bilo ranjenih oz. padlih, ko so dosegli obalo; bataljon je izgubil tudi 5 od 6 častnikov. Kot zadnji je svojo plažo, RED 2, ob 9.22 dosegel 2. bataljon 2. marinskega polka, ki je tudi doživel isti sprejem kot druga dva bataljona. Prvi val je tako bil operativno nesposoben.
Kmalu zatem so se približala obali plovila drugega vala, ki pa so imela še večje težave. Atolski grebeni so postali naravna ovira, saj je nivo vode upadel in tako Amtracki niso bilo sposobni preplezati ovire, ampak so lahko izkoristili le nekatera prepustna mesta v grebenu. Nekateri Amtracki so takrat postali žrtve sovražnikovega obstreljevanja in z njimi tudi njihove posadke. Takrat so se vozniki Amtrackov odločili, da ne bodo več poskušali preplezati greben, ampak so izdali ukaz, da se marinci izkrcajo pri grebenu in se nato peš (voda je bila dovolj nizka za bredenje) odpravijo proti obali. Takrat je bilo mostišče veliko le okoli 35x150 m. Nekateri preživeli Amtracki iz prvega vala so pričeli odvažati ranjene iz obale proti grebenu, kjer so jih premestili na LCVP, ki niso mogli zapluti čez greben.
Ob 9.58 so bili Američani uporabiti svojo rezervo (1. bataljon 2. marinskega polka), ki je bil poslan na RED 2, kjer pa tudi ni mogel spremeniti izida bitke. Ob 10.00 je na obalo prišlo 6 tankov Sherman, ki so učinkovito posegla v dogajanje. Preživeli marinci so jih usmerjali proti sovražnikovim položajem, ki so jih s pomočjo tankovskih topov počasi uničevali. Ob 11.03 so 3. bataljon 8. marinskega polka poslali na RED 3, kjer naj bi pomagal rešiti težek položaj. Preživeli poveljniki na obali so pričeli na USS Maryland pošiljati obupna poročila in prošnje o pomoči (več mož, strelivo, sanitetna oprema, ...). Okoli 12.00 sta bila le dva Shermana operativna, saj so bili ostali uničeni oz. so obtičali. Ob 13.30 je mostišče obsegalo že 600 × 200 m, toda posamezni odseki (RED 1, RED 2 in RED 3) še niso tvorili zaključene enote, saj so bili vmes še nekateri japonski položaji. Zaradi vsega dogajanja je bil celoten atol zavit v gosto meglo in tako poveljniki na ladjah niso mogli učinkovito spremljati dogajanja na obalah, tako da so se mogli zanašati na poročila.
Ob 17.40 je na atol pristala zadnja rezerva: deli 6. marinskega polka. Popoldne so preživeli Američani pričeli utrjevati svoje položaje in se pričeli pripravljati na noč. Vseskozi so bili pod japonskim ognjem in od časa do časa so jih napadale manjše japonske skupine. Zadnje ure dneva so Američani izkoristili, da so na atol spravili 5 artilerijskih oddelkov, ki so se utrdili na RED 2.
Večina japonske garnizije je preživela prvi dan, toda zaradi uničenih komunikacij niso mogli organizirati splošnega protinapada na ameriške položaje. Tako so se bunkerji borili kot samostojne enote.

### 21. november
V noči na 21. november je poveljstvo sklicalo štabno konferenco, na kateri so naredili načrt za rešitev težke situacije, v kateri so se znašle izkrcane vojaške enote. 
Tako je še en preostali bataljon, 1. bataljon 8. marinskega polka, ki je noč preživel v amfibijskih vozilih na morju, Sprva je bilo načrtovano, da bi pristal ob vzhodni obali, toda ob 5.13 zjutraj je bilo poslano nujno sporočilo, da so potrebne okrepitve na RED 2. Tako je bil bataljon takoj odposlan na to lokacijo. On 6.15 so vozila prišla do grebena in marinci so se izkrcali na grebenu, okoli 250 m od obale. Toda japonski branilci so odprli še hujši ogenj na napredujoče Američani, ki so tako imeli še hujše izgube kot prvi val prvega dne; tako je ta prvi val izgubil kar 109 mož od skupaj 199. Ob 8.00 je bila polovica bataljona na obali in v kritju; druga polovica mrtva, ranjena ali razpršena. Bataljon je dobil ukaz, da se premakne na zahodni del obale RED 2 in prodre do obale RED 1 in tako vzpostavi celovito mostišče.
Ob zori sta 1. in 2. bataljon 2. marinskega polka dobila povelje, da napadeta južno in zavzameta južno obalo otoka. Med nočjo so japonski branilci postavili nove položaje med RED 2 in RED 3, tako da je sta bataljona imela velike težave, da sta prodrla proti svojima novima ciljema. Uspelo jima je priti do severnega dela GREEN, kjer sta se utrdila zaradi prihajajoče noči. Okoli poldneva so Američani uspeli zaseči letališče.
Istočasno so se ob 13.00 pričeli spopadi med otokoma Betio in Bairiki, ko so nekateri branilci začeli bežati iz Betia na Bairiki. Deli 6. marinskega polka (2. bataljon 6. marinskega polka) so se tako ob 16.55 izkrcali na tem območju in ga zavzeli. Tako so preprečili prehajanje branilcev iz enega na drug otok ter tako tudi preprečili oskrbovanje obrambe na Batiu. Istočasno so druge enote 6. marinskega polka (1. bataljon 6. marinskega polka) poslali proti obali GREEN. Bataljon je zavzel le nekaj metrov, nakar je potreboval pomoč rušilcev, da so uničili nekatere bunkerje. Zvečer so nekatere ameriške vojaške enote pričele napadati južni del Betia, toda japonski branilci so držali svoje položaje.
Ob koncu drugega dneva bitke so Američani zavzeli zahodni del otoka in ustvarili nekakšno obrambno črto okoli letališča. To obrambno črto so predstavljale tri ločene, med seboj nepovezane skupine, ki so bile postavljene okoli letališča. Med RED 1 in GREEN ter RED 2 so bili še okoli 250 m veliki presledki v rokah Japoncev, medtem ko je bila severna povezava med RED 2 in RED 3 zelo negotova in krhka. Toda Američani so pričeli dobivati prednost. Američani so ta dan odkrili tudi številne bunkerje, v katerih so Japonci storili samomor, saj se niso hoteli predati.

### 22. november
General Korpusa mornariške pehote ZDA Julian C. Smith, poveljnik 2. marinske divizije, je zjutraj zapustil svojo poveljniško ladjo in odšel na Belio. Istočasno so na obalo RED 1 prišle okrepitve, ki so razširile mostišče proti RED 2, medtem ko so novodospele okrepitve na GREEN uspele doseči jug RED 1 in tako ju povezati.
Opoldne je 1. bataljon 6. marinskega polka je pričel ofenzivo proti jugu otoka. Začeli so uporabljati novo taktiko za uničevanje bunkerjev. Uporabili so buldožerje, ki so pričeli narivati pesek v odprtine bunkerja in jih tako zasuli; s tem so preprečili, da bi branilci lahko streljali na napredujoče Američane. V manjše odprtine so nato nalili bencin in odvrgli ročno bombo, ki je vžgala bencin in tako uničila bunker. Ta metoda je bila hitrejša, bolj učinkovita in z manj izgubami, kot klasični napad na bunker. Pozno popoldne je tako 1. bataljon 6. marinskega polka prišel do vzhodnega dela letališča in hkrati vzpostavil povezavo z enotami na RED 3. Nato je na zahodno obalo pristal še en rezervni bataljon - 3. bataljon 6. marinskega polka.
S tem so Američani pridobili skoraj popolni nadzor nad Beliem. Japonci so imeli še nekaj preostalih enot na vzhodu letališča in blizu RED 1 ter RED 2.
Ob 19.30 je kakšnih 60 Japoncev izvedlo protinapad na položaje 3. bataljona 6. marinskega polka, ki je delno uspel. Japonci so uspeli zavzeti nekatere ameriške položaje, a so jih kmalu zavrnili in ponovno zavzeli. Ob 23.00 je sledil novi protinapad, tokrat okoli 100 Japoncev, je tudi tokrat uspelo zavzeti nekatere ameriške položaje in nekatere so tudi obdržali.

### 23. november
Ob 4.00 zjutraj se je pričel največji japonski protinapad v celotni bitki. Tokrat je okoli 300 Japoncev napadlo ameriške položaje. Prva ameriška bojna črta je kmalu propadla in šele po enournem spopadu so uspeli vzpostaviti ravnotežje in končno odbiti napredujoče Japonce. V napadu je umrlo kar 200 Japoncev. S tem se je končal organiziran japonski odpor na Beliu in s tem je bila glavnina bitke končana. Američani so zavzeli otok in počasi začeli uničevati preostale japonske položaje.

## Po bitki
Kljub temu, da je bila bitka v glavnem končana že 23. novembra, je 2. bataljon 6. marinskega polka ostal na otoku še nekaj časa, da je počistil zadnje žepe odpora. To mu je uspelo šele 28. novembra.
Od vseh 4800 branilcev je bitko preživelo le 17 Japoncev in 129 Korejcev. Ostalih 4654 je padlo v bojih oz. so storili samomor (96,95 % izgube). Od 35.000 Američanov je 1009 padlo in nadaljnjih 2101 je bilo ranjenih (8,86 % izgube).
2. marinska divizija je imela 894 padlih (48 častnikov in 846 vojakov) v boju ter 84 (8 častnikov in 86 vojakov) je pozneje umrlo zaradi ran. Prav tako je bilo ranjenih 2.188 (102 častnika in 2.086 vojakov) pripadnikov divizije. Skoraj vse ameriške žrtve so se zgodile v prvih 76 urah operacije.
Ameriški marinci in drugi udeleženci bitke so prejeli: 4 medalje časti (3 posmrtno), 45 mornariških križcev (22 posmrtno), 4 Distinguished Service Medal, 248 srebrnih zvezd in 21 legij za zasluge. Poleg tega je bilo podeljenih še 176 pohval.
Tarava je bila uvod v kampanjo na Gilbertovih in Marshallovih otokih, ki je razkrila, da bodo zavezniki druge svetovne vojne utrpeli velike izgube med napredovanjem proti Japonskem otočju. Ameriška javnost je bila, ob objavi izgub, ogorčena, da je za en, navidezno nepomemben, otoček (3700 × 730 m) padlo tako veliko število marincev. Posledično so začeli razvijati koncepte drugačnega tipa bojevanja in še pospešili razvoj tovrstnih orožij, ki bi močno zmanjšale izgube Američanov, med njimi tudi razvoj atomske bombe.

## Vpletene vojaške ladje
- USS Tennessee (BB-43)
- USS Mobile (CL-63)
- USS Birmingham (CL-62)
- USS Bailey (DD-492)
- USS Frazer (DD-607)
- USS Maryland (BB-46)
- USS Santa Fe (CL-60)
- USS Gansevoort (DD-608)
- USS Meade (DD-602)
- USS Colorado (BB-45)
- USS Portland (CA-33)
- USS Anderson (DD-411)
- USS Russell (DD-414)
- USS Ringgold (DD-500)
- USS Dashiell (DD-659)
- USS Indianapolis (CA-35)
- USS Schroeder (DD-501)